# Carfizzi
Carfizzi is een gemeente in de Italiaanse provincie Crotone (regio Calabrië) en telt 804 inwoners (31-12-2004). De oppervlakte bedraagt 20,3 km², de bevolkingsdichtheid is 42,7 inwoners per km².

## Demografie
Carfizzi telt ongeveer 353 huishoudens. Het aantal inwoners daalde in de periode 1991-2001 met 34,6% volgens cijfers uit de tienjaarlijkse volkstellingen van ISTAT.
| Jaar | Inwoneraantal |
| ---- | ------------- |
| 1991 | 1327          |
| 2001 | 868           |

## Geografie
Carfizzi grenst aan de volgende gemeenten: Cirò, Melissa, Pallagorio, San Nicola dell'Alto, Umbriatico.
Belvedere di Spinello · Caccuri · Carfizzi · Casabona · Castelsilano · Cerenzia · Cirò · Cirò Marina · Cotronei · Crotone · Crucoli · Cutro · Isola di Capo Rizzuto · Melissa · Mesoraca · Pallagorio · Petilia Policastro · Rocca di Neto · Roccabernarda · San Mauro Marchesato · San Nicola dell'Alto · Santa Severina · Savelli · Scandale · Strongoli · Umbriatico · Verzino
1. ↑  https://demo.istat.it/?l=it.